# Канадски паспорт
Канадският паспорт е канадски личен документ за пътуване в чужбина, издаден на гражданин на Канада, който да служи за установяване на самоличността на лицето и доказателство за канадското гражданство.
Издава се единствено от „Паспорт Канада“ – специален клон на Министерството на външните работи и международната търговия на Канада.

## Външен вид
Редовните паспорти са тъмносини. Думата „CANADA“ е изписана отгоре с думата „passport“ на английски и френски под нея. В левия долен ъгъл има кралския герб на Канада и канадски кленов лист на снимката. Стандартният паспорт съдържа 36 страници, като 29 са налични за входни/изходни печати и визи. Размерите на затворен канадски паспорт са 88 мм на 125 мм.
От 18 юни 2023 г. канадското правителство започна да издава нови паспорти с нов дизайн с по-добри характеристики за сигурност. До пролетта на 2024 г. се планира да бъдат създадени всички служби само за издаване на нови паспорти.
Страница за идентификация
```
Снимка на притежателя на паспорта
Тип: P* 
```

Издаваща държава: посочена като "CAN" за "Канада"
```
Паспорт-не.
Фамилия 
```

Дадени имена
```
Националност
Дата на раждане
Пол: "F" за жена, "M" за мъж, "X" за друг пол
Място на раждане: посочени са градът и трибуквеният код на държавата, дори ако сте родени в Канада
Дата на издаване
Срок на годност
Издаващ орган
```

Информационната страница завършва с машинночетимата зона

## Безвизов достъп до САЩ
Преди, канадците бяха в състояние да влязат в Съединените щати само при представяне на удостоверение за раждане (или друго доказателство за канадско гражданство), заедно с идентификация на снимка (като например шофьорска книжка или провинциална здравна карта). В много случаи граничните служби на САЩ приемаха вербална декларация за канадско гражданство.
Като част от Американската инициатива за пътуване в Западното полукълбо, от 23 януари 2007 г., всички канадци, влизащи в Съединените щати по въздух трябва да представят валиден паспорт или лична карта NEXUS. Считано от 1 юни 2009 г., всички канадски граждани (16 или повече години) се нуждаят от паспорт, NEXUS карта или специална шофьорска книжка да влизат в САЩ по суша или по вода.
Всеки притежател на канадски паспорт има право на 6 месечен безвизов престой в Съединените щати.

## Видове
- Редовен (тъмносин цвят)
- Дипломатически (черен цвят)
- Извънреден